# Nicolas Dougall
Nicolas "Nick" Dougall, nascido em 21 de novembro de 1992 no condado de Hertfordshire na Inglaterra, é um ciclista Sul-Africano.

## Biografia
Em 2011, vence a contrarrelógio por equipas da 1.ª etapa na Tour da Tasmânia.
É membro de MTN-Qhubeka WCC em 2013.
Entra em 2014 na equipa Lightsbylinea, termina 2.º do Campeonato da África do Sul de contrarrelógio esperanças e 3.º do Campeonato África do Sul em estrada esperanças. Entre na equipa continental profissional Sul-africana MTN-Qhubeka em 1 de julho de 2014.
No final de 2015, prolonga o contrato que o une ao seu empresário.

## Palmarés
- 2011[1]
  -     - 1.ª etapa da Tour da Tasmânia (contrarrelógio por equipas)
- 2014
  - 2.º do Campeonato da África do Sul de contrarrelógio esperanças
  - 3.º do Campeonato da África do Sul em estrada esperanças

## Resultados na as grandes voltas

### Volta a Espanha
2 participações
- 2016 : 154.º
- 2017 : abandono (6. ª etapa)

## Classificações mundiais
| Ano             | 2012   | 2013 | 2014 | 2015 | 2016   | 2017   |
| UCI World Tour  |        |      |      |      |        | 392.º. |
| UCI Europe Tour | 808.º. |      |      |      |        |        |
| UCI Asia Tour   | 323.º. |      |      |      | 225.º  | 513.º  |
| UCI Africa Tour |        |      |      |      | 154.º. | 175.º  |